# Nawaf Shukralla
Nawaf Abdullah Ghayyath Shukralla (arabisch نواف عبد الله غياث شكر الله, DMG Nawāf ʿAbd Allāh Ġayyāṯ Šukr Allāh; * 13. Oktober 1976) ist ein bahrainischer Fußballschiedsrichter.

## Karriere
Shukralla ist seit Januar 2008 FIFA-Schiedsrichter und daher berechtigt, internationale Spiele zu leiten. Beim Golfpokal 2009 leitete er am 8. Januar 2009 mit dem Vorrundenspiel Saudi-Arabien gegen den Jemen (6:0) sein erstes internationales Spiel. Auch in kontinentalen Vereinswettbewerben wie dem AFC Cup und der AFC Champions League kommt Shukralla regelmäßig zum Einsatz, 2013 leitete er das Finalrückspiel der Champions League zwischen Guangzhou Evergrande und dem FC Seoul (1:1). In den Jahren 2012 und 2016 war der Bahrainer als Spielleiter bei der FIFA-Klub-Weltmeisterschaft tätig.
Ebenso als Schiedsrichter nahm Shukralla an der U-16-Asienmeisterschaft 2010 (fünf Einsätze), der Asienmeisterschaft 2011 (zwei Einsätze), der U-20-Weltmeisterschaft 2013 (drei Einsätze), der U-19-Asienmeisterschaft 2014 (zwei Einsätze), der Asienmeisterschaft 2015 (drei Einsätze) – hier leitete er unter anderem das Spiel um Platz 3 zwischen dem Irak und den Vereinigten Arabischen Emiraten (2:3) –, der U-17-Weltmeisterschaft 2017 (drei Einsätze), der U-23-Asienmeisterschaft 2018 (ein Einsatz) und der Asienmeisterschaft 2019 (zwei Einsätze) teil.
Bei der Fußball-Weltmeisterschaft 2014 in Brasilien leitete der Bahrainer ebenso wie bei der Fußball-Weltmeisterschaft 2018 in Russland jeweils zwei Gruppenspiele.

## Einsätze bei Turnieren

### Einsätze bei der Fußball-Weltmeisterschaft 2014
| Phase        | Datum         | Spielort | Heimmannschaft | Gastmannschaft | Ergebnis  |
| ------------ | ------------- | -------- | -------------- | -------------- | --------- |
| Gruppenphase | 23. Juni 2014 | Curitiba | Australien     | Spanien        | 0:3 (0:1) |
| Gruppenphase | 26. Juni 2014 | Brasília | Portugal       | Ghana          | 2:1 (1:0) |

### Einsätze bei der Fußball-Weltmeisterschaft 2018
| Phase        | Datum         | Spielort | Heimmannschaft | Gastmannschaft | Ergebnis  |
| ------------ | ------------- | -------- | -------------- | -------------- | --------- |
| Gruppenphase | 19. Juni 2018 | Moskau   | Polen          | Senegal        | 1:2 (0:1) |
| Gruppenphase | 28. Juni 2018 | Saransk  | Panama         | Tunesien       | 1:2 (1:0) |